# Boogschutter (astrologie)

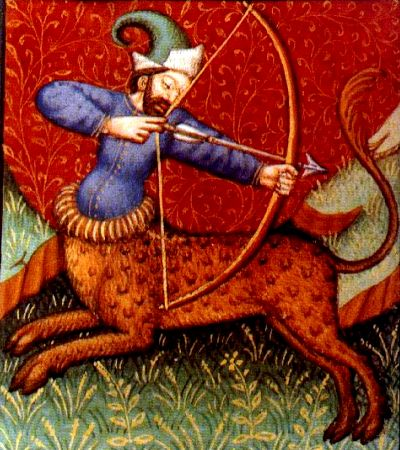
Boogschutter (Sagittarius)

Astrologisch symbool voor Boogschutter.

Boogschutter is het astrologisch teken van mensen geboren tussen ca. 22 november en ca. 21 december. Het was oorspronkelijk verbonden met het gelijknamige sterrenbeeld en is het negende teken van de dierenriem.
Boogschutter bestrijkt de op de ecliptica afgemeten boog vanaf 240 graden tot 270 graden voorbij het lentepunt. Het behoort tot de beweeglijke tekens en wordt verder geassocieerd met het element Vuur en de mannelijke, positieve tekens. De traditionele heerser van het teken is Jupiter. Volgens Claudius Ptolemaeus en zijn Tetrabiblos wordt het eerste decanaat van Boogschutter (0-10°) geregeerd door Mercurius, het tweede decanaat (10-20°) door Maan en het derde (20-30°) door Saturnus, wat de typologie bij de gewone zonnetekenastrologie verder kan verfijnen: 36 in plaats van 12 typen persoonlijkheden.

## Toelichting bij 'zonnetekens'
Als iemand naar je 'zonneteken' of 'sterrenbeeld' vraagt, heeft dat in de astrologie betrekking op de plaats van de Zon tijdens je geboorte. De westerse astrologie gebruikt bij de duiding van gebeurtenissen twaalf 'partjes' van de baan die de zon in de loop van het jaar schijnbaar langs de hemel maakt. Die partjes zijn de zonnetekens of kortweg: de tekens, te beginnen vanaf Ram bij het lentepunt. 'Sterrenbeelden' zijn eigenlijk de astronomische constellaties aan de hemel, en die komen niet meer overeen met de twaalf sectoren die de astrologie gebruikt. Sommige auteurs van astrologierubrieken in de krant maken uitsluitend gebruik van deze zonnepositie, zoals 'Zon in Ram' of 'Zon in Weegschaal' om er een horoscoop mee te maken. Deze rubrieken werken met een bijzonder gereduceerde methode en worden door de meeste astrologen niet serieus genomen.

## Mythologie
Boogschutter wordt in de mythologie vaak geassocieerd met een satyr of een centaur. In dat tweede geval betreft het doorgaans Chiron, de centaur die Achilles en andere helden uit de Griekse mythologie les gaf. Boogschutter wordt ook wel geassocieerd met de Griekse god Zeus en soms de god Tyche, alsmede de Noorse god Thor.

## Popastrologie
Afgeleid uit de drie kwaliteiten (beweeglijk, vuur, positieve polariteit) en met Jupiter als heerser over het teken en het negende huis, schrijft de popastrologie of 'zonnetekenastrologie' doorgaans een aantal kenmerken toe aan mensen met Zon in Boogschutter:
- vuurteken: energie, dynamisme, enthousiasme, leiderschap, ...
- beweeglijk teken: aanpassingsvermogen, nieuwsgierigheid, leergierigheid, bewegingsdrang, reizen, ...
- polariteit: positief, extravert
- Jupiter als heerser: geluk, eer, geloof, uitbundigheid, jovialiteit, genotzucht, optimisme, geestigheid, ...
- associatie met het 9e astrologisch huis: reizen, hogere studies, ...

Dergelijke 'eigenschappen' zouden eigenlijk moeten afgewogen worden aan de rest van de horoscoop. Staan er bijvoorbeeld behalve de Zon geen planeten in Boogschutter, dan zullen deze kenmerken zich -volgens de astrologische principes- niet erg manifesteren. Vandaar het gevaar en de oppervlakkigheid van popastrologie, die geen rekening houdt met andere sterke factoren uit de horoscoop.

## Compatibele tekens
De tak van de astrologie die zich bezighoudt met de grondige analyse van horoscopen van partners heet synastrie. Hierbij worden de horoscopen met allerlei technieken met elkaar vergeleken. In de zonnetekenastrologie (popastrologie) zoals hier besproken worden echter meer algemene beweringen gedaan op grond van de plaats van de Zon bij beide partners:
Het teken Boogschutter wordt astrologisch compatibel geacht met de andere vuurtekens:
Ram en Leeuw. Ook heeft Boogschutter affiniteit met Waterman en Weegschaal, die op een sextielafstand (60 graden) van Boogschutter liggen, wat als gunstig wordt beschouwd. Dit is overigens geen persoonlijke aanwijzing, maar eerder een algemeen astrologisch beginsel dat wordt afgewogen in samenhang met de rest van de factoren in de horoscoop.